# Миневский, Юзеф
Юзеф Кароль Миневский (пол. Józef Karol Miniewski; 30 апреля 1841, д. Вилча-Гура, Мазовецкое воеводство, Царство Польское — 11 ноября 1926, Львов, Польская Республика) — польский революционер, полковник повстанческих войск во время Восстания 1863 года.

## Биография
Юзеф Миневский родился 30 апреля 1841 года в деревне Вилча-Гура, Мазовецкое воеводство, Царство Польское в польской шляхетской семье герба Нечуя. Отец Владислав Миневский (1795 — 1865) был чиновником в «комиссии по доходам и казначейству Царства Польского» в Варшаве. Мать Каролина Миневская (в девичестве Лессель) (1815 — 1893) дочь варшавского кондитера. У Юзефа также были три брата и три сестры. В 1859 году окончил  Николаевское инженерное училище, позже обучался в академии военной инженерии в Санкт-Петербурге, где и познакомился с С. Сераковским, по предложению которого вступил в тайный кружок из офицеров-поляков, где впервые познакомился с революционными идеями.
Вскоре однако Юзефа стали подозревать в участии в запрещенных организациях, в результате чего за ним была установлена тайная слежка. Узнав об этом, и не желая выдать своих товарищей, Миневский в начале 1862 года подал в отставку и вернулся в Царство Польское.

## Участие в Январском восстании
После начала январского восстания в Царстве Польском Юзеф Миневский, вернувшись из Галиции, присягнул на верность Национальному правительству, и присоединился к отряду генерала Мариана Лангевича. Участвовал в первой битве за Малогощ, бою у Песковой Скалы и в сражении под Гроховиско, после которого вместе с мятежниками Лангевича бежал на территорию Австрийской империи.
В начале мая 1863 года Национальное правительство присвоило Юзефу Миневскому, находящемуся тогда в Кракове, звание полковника повстанческих войск и назначило его командующим только что сформированным «Мазовецким корпусом» численностью около 500 бойцов (сам Миневский заявлял в своих мемуарах, что численность его отряда была 800 человек). Кроме того в Мазовецком корпусе Миневского сражалось более 30 иностранных добровольцев, в том числе полковник Франческо Нулло и его адъютант капитан Стефано Маркетти.
Национальное правительство поставило перед Миневским задачу вторгнуться в Мазовецкое воеводство и развязать там компанию против регулярных войск. Согласно плану Миневский со своим отрядом должен был установить контроль над железнодорожной станцией «Мацки» в районе Сосновца, после чего захватить поезд и по Варшаво-Венской железной дороге проследовать в Мазовецкое воеводство.
Однако план изначально был нарушен, так как опасаясь разоружения отряда австрийскими властями Юзеф Миневский начал его осуществление ранее намеченного срока, не успев заготовить для отряда значительных материальных и продовольственных ресурсов. Кроме того, информацию о перемене плана действий удалось донести не всем командирам повстанцев, поэтому отряд приступил к осуществлению приказа Национального правительства не в полном составе.
В ночь на 21 апреля (3 мая) 1863 года отряд Миневского общим числом от 500 до 800 бойцов пересек австро-российскую границу в районе деревни Чижувка. При этом мятежникам Миневского удалось установить контроль над одним из аванпостов, разгромив небольшой отряд российской пограничной стражи. После этого большая часть отряда во главе с Миневским проследовала маршем на юго-запад через Кшешовице, где к ним примкнул отряд из 30 иностранных добровольцев под командованием Франческо Нулло. Затем мятежники встали лагерем в районе деревни Подлесье (ныне входит в состав города Буковно). 150 повстанцев были оставлены в районе захваченного ранее контрольно-пропускного пункта ожидать подкреплений с продовольствием и амуницией с австрийской территории. Утром 22 апреля (4 мая) 1863 года на оставшихся на границе повстанцев напал отряд регулярных войск, что привело к бою под Подлесьем, в котором, однако, мятежникам удалось одержать победу.
Тем не менее уже вечером 22 апреля (4 мая) 1863 года отряду Миневского пришлось отступить северо-восточнее в направлении Олькуша, и стать лагерем между деревней Кшикавка и самим городом, обойдя его. Данный манёвр привел на следующий день к разгрому Мазовецкого корпуса в бою под Кшикавкой сводным отрядом из 4-й, 7-й и 9-й рот Витебского пехотного полка под командованием А. И. Шаховского, вышедших ранее из Олькуша для ликвидации отряда Миневского. В бою Ф. Нулло был убит, его адъютант Маркетти тяжело ранен и эвакуирован частью сумевших прорваться с поля битвы мятежников в Хшанув, где и умер. Потеряв большую часть личного состава, продовольствия, боеприпасов и оружия, Миневский под давлением оставшихся в живых мятежников был вынужден прекратить свою кампанию и 25 апреля (7 мая) 1863 года c остатками отряда вернуться на территорию Австрийской империи.
Позже, уже на закате мятежа, Миневский в окрестностях Львова хотел сформировать новый отряд и прорваться с ним на Волынь, дабы начать новую компанию против регулярных войск. Однако увидев, что восстание в целом терпит крах, он в конечном итоге отказался от этой идеи и убыл в Париж.

## После восстания
После прибытия в Париж Юзеф Миневский был нанят Фердинандом де Лессепсом для проектирования строительства Суэцкого канала. До 1871 года был одним из руководителей строительных работ в районе Порт-Саида, после завершения которых вернулся в Европу, и поселился во Львове. Активно занимался подъёмом польского национального движения, особенно созданием патриотических организаций среди польской молодежи во Львове.
Во время польско-украинской войны, особенно в дни Битвы за Львов, несмотря на преклонный возраст, Миневский принимал самое активное участие в подготовке «Львовских орлят», а также руководил одним из отрядов польского ополчения в уличных боях за город. В конце того же 1918 года опубликовал мемуары, посвященные восстанию 1863 — 1864 годов «Юзеф Нечуя Миневский и его участие в январском восстании».
В 1920 году по закону «о ветеранах восстаний 1831, 1848 и 1863 годов» был официально признан полковником Войска Польского и ветераном, что согласно закону дало ему все привилегии действующих офицеров Войска Польского и кроме того пожизненную пенсию, равную 75% оклада действующего полковника. В 1921 году Юзеф Пилсудский наградил его серебряным крестом ордена «Virtuti militari» V класса. В 1922 году после внесения поправок в «Закон о ветеранах восстаний 1831, 1848 и 1863 годов» Юзеф Миневский был награждён Крестом Храбрых и повышен в звании до генерала.
Умер во Львове в 8-ю годовщину провозглашения независимости Польского государства 11 ноября 1926 года. Был похоронен с воинскими почестями на Лычаковском кладбище.

## Личная жизнь
Был женат на Виктории Миневской, в девичестве Богуш (1842 — 1900). В браке родилась дочь Хелена Миневская (умерла в 3-летнем возрасте) и сыновья Ян Миневский (1867 — 1941) и Кароль Миневский (1869 — 1900).